# Boudicca-Aufstand

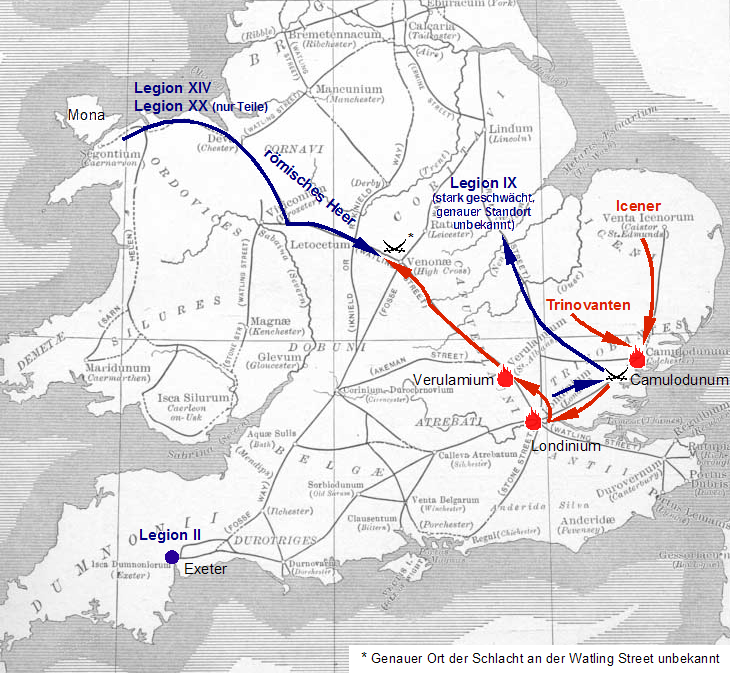
Verlauf des Boudicca-Aufstands

Im Boudicca-Aufstand erhoben sich in den Jahren 60 n. Chr. und 61 n. Chr. die insel-keltischen Volksstämme der Icener und Trinovanten gegen die römischen Besatzer. Unter Führung der britannischen Königin Boudicca wurden bei den Auseinandersetzungen unter anderem die römischen Städte Camulodunum (das heutige Colchester), Londinium (das heutige London) und Verulamium (das heutige St Albans) verwüstet und gebrandschatzt. Verteidiger und Bewohner, die nicht rechtzeitig fliehen konnten, fanden durch Boudiccas Streitmacht den Tod. Eine zahlenmäßig unterlegene römische Armee unter Gaius Suetonius Paulinus bezwang schließlich in den Midlands entlang der Watling Street die Aufständischen.
Die mit Abstand wichtigsten schriftlichen Quellen für die Ereignisse sind die Annales des römischen Geschichtsschreibers Tacitus und die Römische Geschichte des Geschichtsschreibers Cassius Dio. Seit dem 20. Jahrhundert spielt die Archäologie für die Rekonstruktion der Ereignisse eine wichtige Rolle, insbesondere Ausgrabungen in den Städten Colchester, London und St Albans sowie Funde in East Anglia, dem Siedlungsgebiet der Icener und Trinovanten.
Der Boudicca-Aufstand ist ein in Großbritannien sehr bekanntes Ereignis der britischen Geschichte und wird häufig mit Rebellionen in anderen Teilen des römischen Imperiums verglichen, etwa der Varusschlacht unter Arminius in Germanien oder dem Aufstand des Vercingetorix in Gallien.

### Demütigung der Icener

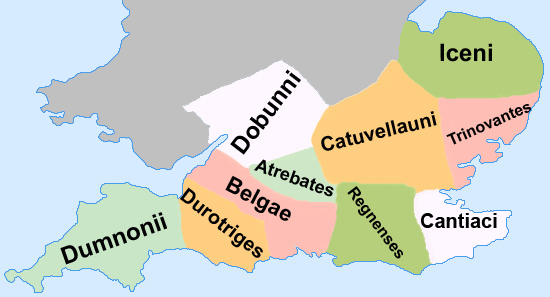
Siedlungsgebiete der Icener und Trinovanten im Osten des heutigen Englands

### Einfluss der Druiden

Insel Mona, das heutige Anglesey

### Archäologische Indizien für Brände in Colchester, London und St Albans

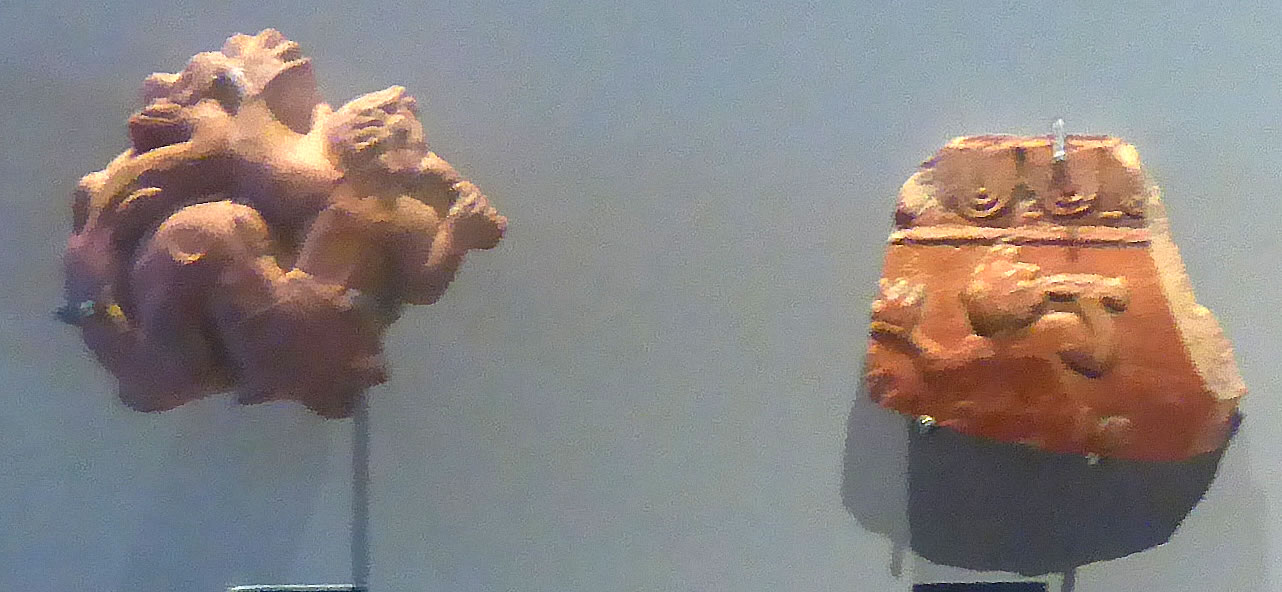
Keramikfunde aus Camulodunum, Colchester Castle Museum